# Kobun
Keizer Kōbun (弘文天皇, Kobun-tennō, 648-672) geldt als de 39e keizer van Japan volgens de traditionele opvolgingsvolgorde.
Hij volgde zijn vader Tenji op, maar zijn regering werd betwist door zijn oom Tenmu. Na een maand van gevechten (de zogenaamde Jinshinverstoring), wist Tenmu te zegevieren.
In de Nihon shoki, het belangrijke historische werk dat de geschiedenis van Japan tot en met Tenmu beschrijft, wordt de korte regeerperiode van Kōbun verzwegen, om op die wijze Tenmu's keizerschap meer legaliteit te geven. Pas rond 1900 werd Kōbun weer terug aan de keizerslijst toegevoegd.
* Regent Jingu staat niet op de traditionele lijst.